# Chatham (condado de Barnstable, Massachusetts)
Chatham é um lugar designado pelo censo localizado no condado de Barnstable no estado estadounidense de Massachusetts. No Censo de 2010 tinha uma população de 1.421 habitantes e uma densidade populacional de 157,34 pessoas por km².

## Geografia
Chatham encontra-se localizado nas coordenadas 41° 40′ 36″ N, 69° 57′ 44″ O. Segundo a Departamento do Censo dos Estados Unidos, Chatham tem uma superfície total de 9.03 km², da qual 6.83 km² correspondem a terra firme e (24.35%) 2.2 km² é água.

## Demografia
Segundo o censo de 2010, tinha 1.421 pessoas residindo em Chatham. A densidade populacional era de 157,34 hab./km². Dos 1.421 habitantes, Chatham estava composto pelo 93.53% brancos, o 3.17% eram afroamericanos, o 0% eram amerindios, o 0.63% eram asiáticos, o 0% eram insulares do Pacífico, o 1.2% eram de outras raças e o 1.48% pertenciam a duas ou mais raças. Do total da população o 2.18% eram hispanos ou latinos de qualquer raça.